# Конопчук, Павлина Васильевна
Павлина Васильевна Конопчук (4 октября 1928, Новосибирск — 6 августа 2017, Санкт-Петербург) — советская и российская театральная актриса, народная артистка РСФСР (1986).

## Биография
Павлина Васильевна Конопчук родилась 4 октября 1928 года в Новосибирске. Там же начала театральную карьеру в 1942, когда выступала на сцене, будучи студенткой театральной студии театра «Красный факел». В 1947 году окончила студию при Новосибирском драматическом театре «Красный факел».
В 1947—1949 годах играла в Кемеровском ТЮЗе. В 1949—1961 годах была актрисой Ижевского русского драматического театра.
В 1961—1962 годах — актриса Волгоградского драматического театра им. Горького.
В 1962—1963 годах — актриса Калининградского драматического театра.
В 1963—1966 годах — актриса Казанского большого драматического театра имени В. И. Качалова
В 1966—1973 годах — актриса Кишинёвского русского драматического театра им. Чехова.
В 1973—1978 годах — актриса Приморского краевого театра им. Горького во Владивостоке.
В 1978—1993 годах выступала в Челябинском театре имени С. М. Цвиллинга (сейчас Челябинский театр драмы имени Наума Орлова). Сыграла на сцене театра более 30 ролей русского и зарубежного репертуара. Про неё писали: «Конопчук — актриса интенсивных, порой чрезмерных красок. Все ее героини лицедействуют, актёрствуют».
С 1993 года играла в труппе Санкт-Петербургского театра сатиры на Васильевском.
Умерла 6 августа 2017 года. Похоронена на Громовском старообрядческом кладбище.

## Награды и премии
- Заслуженная артистка Удмуртской АССР (1957).
- Заслуженная артистка РСФСР (19.11.1960).
- Лауреат городского конкурса в Челябинске  «Мой любимый актёр» (за роли в спектаклях Челябинского театра драмы «Ретро», «Жестокие игры», «Варлам, сын Захария», «Фальшивая монета» (1982).
- Дипломантка фестиваля горьковской драматургии (Горький, 1984).
- Народная артистка РСФСР (1986).
- Почётная грамота Правительства Российской Федерации (13 декабря 1999 года) — за большой личный вклад в развитие отечественного театрального искусства и многолетний плодотворный труд[2].

## Работы в театре

### Ижевский русский драматический театр
- «Как закалялась сталь» по Н. А. Островскому — Тоня Туманова
- «Дворянское гнездо» по И. С. Тургеневу — Лиза Калитина
- «Собака на сене» Лопе де Вега — Марсела
- «Иркутская история» А. Н. Арбузова — Валя

### Кишинёвский русский драматический театр
- «Трамва́й „Желание”» Т. Уильямса — Бланш (первая постановка пьесы в СССР)

### Челябинский театр драмы
- 1978 — «Жестокие игры» А. Арбузова — Маша
- «Без вины виноватые» А. Н. Островского (пост. Н. Ю. Орлова) — Кручинина
- 1981 — «Ретро» А. М. Галина (реж. А. Созонтов) — Роза Александровна
- 1982 — «Фальшивая монета» М. Горького (реж.  Н. Ю. Орлов) — Бобова
- 1982 — «Любовь Яровая» К. А. Тренёва (реж.  Н. Ю. Орлов) — Мария
- 1983 — «Виндзорские насмешницы» У. Шекспира — Миссис Куикли
- 1984 — «Чайка» А. П. Чехова — Аркадина
- «Маленькие лисы» Л. Хелман (реж.-пост. А. Морозов) — Реджина
- 1986 — «Священные чудовища» Ж. Кокто (реж.-пост. А. Морозов) — Эстер
- 1987 — «Лес» А. Островского — Гурмыжская
- 1989 — «Самоубийца» Н. Эрдмана (реж.  Н. Ю. Орлов) — Клеопатра Максимовна
- «Варлам, сын Захария»
- 1993 — «Круг» С. Моэма — леди Китти
- 1993 — «Мышеловка» А. Кристи — миссис Бойл

### Санкт-Петербургский театр сатиры на Васильевском
- 1993 — «Женитьба» Н. В. Гоголь — Арина Пантелеймоновна
- 1997 — «Жил-был тролль...» по мотивам сказок Х.К.Андерсена — бабушка
- 1998 — «Опасные связи» Ш. де Лакло — мадам де Розмонд
- 1999 — «Будьте здоровы!» П. Шено — Луиза
- 2000 — «Последняя жертва» А. Н. Островский — Михеевна
- «Последняя гастроль Князя К.» по повести Достоевского «Дядюшкин сон» — Марья Александровна
- «Больные люди с добрыми глазами» — Ольга Николаевна

## Фильмография
- 1998 — Улицы разбитых фонарей (28-я серия «Лекарство от скуки») — женщина в вуалетке (как Полина Конапчук)
- 2002 — Агентство «Золотая пуля» (6-я серия «Дело о пропавших старухах») — тётя Завгородней
- 2007 — Улицы разбитых фонарей-8 (14-я серия «Картошка в мундире») — старушка